# Општина Красна (Салаж)
Красна (рум. Crasna) општина је у Румунији у округу Салаж.
Oпштина се налази на надморској висини од 333 m.